# Олмето (Рим)
Олмето је насеље у Италији у округу Рим, региону Лацио.
Према процени из 2011. у насељу је живело 22 становника. Насеље се налази на надморској висини од 21 м.